# 赫利布·皮斯库诺夫
赫利布·爱德华多维奇·皮斯库诺夫（烏克蘭語：Гліб Едуардович Піскунов，1998年11月25日—）生于赫尔松州新卡霍夫卡，是一名乌克兰男子田径运动员，主攻链球。他的父亲爱德华（Едуард）、祖父尤里（Юрій）、叔父弗拉季斯拉夫都从事链球运动，其中父亲爱德华担任他的教练。赫利布大学时在位于佩列亚斯拉夫的格里戈里·斯科沃罗达大学修读体育专业。